# Læreruddannelsen i Danmark
Læreruddannelsen i Danmark er en fireårig MVU, som reguleres af en lov om professsionsbacheloruddannelser, som uddannelsesminister Morten Østergaard forelagde og fik vedtaget i Folketinget og underskrevet af dronningen den 18. december 2012. Ved vedtagelsen ophævedes den tidligere lov, som Bertel Haarder havde forelagt og fået vedtaget i Folketinget i 2006 . Den nye lov trådte i kraft i august 2013. Uddannelsen kvalificerer til at undervise som lærer i folkeskolen i Danmark. 

## Læreruddannelsens placering
Siden 2007 er læreruddannelsen placeret ved de 5 professionshøjskoler. Den er nu defineret som en professsionsbacheloruddannelse under MVU. I forlængelse heraf er 
den fysiske placering af læreruddannelsen i Danmark officielt ændret fra seminarium til læreruddannelsessted. Institutionerne er administreret af professionshøjskolernes bestyrelser og en central administration. Læreruddannelsesstederne fremgår af Undervisningsministeriets portal. 
Placeringen af læreruddannelsen er i øjeblikket under forandring. I 2010 blev læreruddannelsesstederne i Skårup og Haslev nedlagt. Holbæk Seminarium blev i 2008 nedlagt af bestyrelsen for det daværende UC Sjælland, men efter Regionsrådets mellemkomst blev denne beslutning midlertidigt omgjort. Den endelige beslutning om lukning blev vedtaget i 2013 med virkning fra 2014. Et nyt læreruddannelsessted under UC Sjælland (nuværende Professionshøjskolen Absalon, 2017) er oprettet i en Campus i Roskilde. Nørre Nissum og Skive skulle efter planerne være fusioneret i Holstebro senest i 2012, men massive protester fra lokalsamfundene bevirkede, at bestyrelsen for VIA University College på et møde den 1. februar 2010 besluttede, at de to uddannelsessteder kan fortsætte, hvis de lever op til en række fastsatte kvalitetskrav. . I januar 2010 var planlægningsforudsætningen, at de 5 professionshøjskoler fremover vil udbyde læreruddannelsen på 18 forskellige lokaliteter.  Professionshøjskolen UCC gennemførte i 2008 en sammenlægning af Blågård Seminarium og KDAS i Blågaards lokaler i Søborg. I 2013 annoncerede samme professionshøjskole en udviklingsstrategi, hvor den fysiske placering af MVU'erne under UCC fra 2016 blev overflyttet til nyopførte bygninger i Campus – lokaliteter i Valby.  Samtidig fik den navnet Københavns professionshøjskole.

## Læreruddannelsens struktur
Læreruddannelsen består ifølge den bekendtgørelse , der knytter sig til loven, af Lærernes grundfaglighed, undervisningsfag og praktik. Fagenes omfang er defineret i ECTS – points, mens placeringen og det konkrete timetal skal fremgå af det enkelte uddannelsessteds studieordning. Fagene er opbygget som moduler og deres indhold er fastlagt gennem kompetencemål. Hver studerende vælger tre undervisningsfag, som er de fag, der retter sig direkte mod undervisningen i folkeskolen. Der er mødepligt på 1. år af studiet.
Lærernes grundfaglighed, som erstatter De pædagogiske fag, pædagogik, psykologi og almen didaktik, retter sig mod løsningen af de almene læreropgaver i folkeskolen og styrkelsen af den studerendes færdigheder i undervisningsopgaver. Efter en indskrænkning af fællesfagene, som påbegyndtes ved lovændringen i 1998 er der kun et obligatorisk fællesfag tilbage i læreruddannelsen, faget Kristendom-livsoplysning-medborgerskab, (KLM), som nu er en del af "grundfagligheden".
Praktikken foregår primært i folkeskolen, men dele heraf kan aflægges i andre skoleformer. Praktikken skal, som de øvrige fag, være bestået, før den studerende må betegne sig som lærer. Den afsluttende skriftlige opgave, Bachelor – projektet, hvor den studerende skal sammentænke et undervisningsfag med pædagogiske praksisovervejelser, skal ligeledes bestås efter 7-trins-skalaen.

## Læreruddannelsens nyere historie
I 1954 blev efterkrigstidens første læreruddannelseslov vedtaget af Folketinget. Undervisningsminister Julius Bomholt betegnede den som et frihedsbrev til seminarierne. Der var kun prøver i få fag, og der var gode muligheder for pædagogisk nytænkning. Vedtagelsen af ny folkeskolelov i 1958 var den formelle begrundelse for at nedsætte et nyt reformudvalg. Den efterfølgende lov blev dog først vedtaget med virkning for året 1966. Fra 1962 – 1966 kunne seminarierne i vid udstrækning eksperimentere med fagenes antal og placering, hvilket skabte inspiration for den endelige lovtekst. I starten af perioden var der en udbredt lærermangel, som gjorde det nemt at skaffe sig et job som lærer, ofte før uddannelsen var afsluttet.
Loven af 1966 udgjorde især en udvikling i en mere boglig retning, bl.a. ved at udvide linjefaget til 2, der afvikledes over et 3 – årigt forløb. Det blev dog understreget, at princippet om enhedslæreren, som følger den samme klasse gennem hele skoleforløbet og underviser i så mange fag som muligt, skulle bibeholdes.
Lærermangelen kulminerede i 1973, hvor optagelsen af studerende nåede sit højeste, hvilket markerede afslutningen på 20 års uafbrudt vækst ved seminarierne. .Da disse var stærkest udbyggede i 1970'erne, foregik læreruddannelsen ved 29 selvstændige institutioner.

### 1980’erne
Ved nedlæggelser og sammenlægninger i 1982 og 1989 blev af antallet af seminarier reduceret til 18. Nedlæggelserne satte dybe spor i lokalpolitikken og i Herning Kommune kostede nedlæggelsen af seminariet den siddende borgmester posten. Nedlæggelserne skyldtes især frygt for ledighed blandt lærere i folkeskolen, idet en række prognoser om lærerarbejdsmarkedet forudså denne udvikling. Dette førte til et fald i ansøgertallet, som var meget lav i midten af 1980’erne  
Nedlæggelserne af institutioner kunne ikke alene afbøde virkningen af den faldende søgning, hvorfor Undervisningsministeriet, der på dette tidspunkt styrede seminarierne gennem bevillinger til holddannelse, tillod færre studerende på det enkelte hold.. Desuden blev der givet mulighed for at gennemføre kurser i efter – og videreuddannelse, hvilket medvirkede til, at fyringstruede seminarielærere i nogen grad fastholdt tilknytningen til ansættelsesstedet.

### 1990'erne
I 1991 vedtog Folketinget en ny lov om uddannelse af lærere til folkeskolen, som blot var en justering af principperne i den eksisterende lov fra 1966. Samme år blev nye budgetprincipper vedtaget, således at den enkelte institution havde større råderum over sin økonomi, og i 1994 blev taxameterstyringen indført. I dette budgetsystem er bevillingerne afhængige at institutionernes studenterårsværk, således at alle økonomiske dispositioner inden for bevillingen er overladt til den enkelte institution.
Seminarierne var nu overladt til markedskræfterne, som skulle vise sig at være gunstige i slutningen af 1990’erne, hvor antallet af kvalificerede ansøgere steg markant. Den politiske opmærksomhed om uddannelsen udmøntede sig nu i en ny lov, som blev vedtaget i 1997 med virkning fra 1998. Hovedindholdet var en afskaffelse af de almendannende fag, en styrkelse af praktikken og linjefagene og indførelsen af en afsluttende Bachelor – opgave.

### Siden årtusindeskiftet
I år 2000 blev MVU, som læreruddannelsen hører under, samlet i CVU’erne. Seminarierne havde fortsat selvstændig administration og ledelse med en rektor i spidsen, men var økonomisk underlagt den nye konstruktion.
Som en del af KDAS blev der oprettet en læreruddannelse på Bornholm i 2001
Antallet af studerende ved seminarierne nåede et højdepunkt i 2002, men faldt herefter markant. Gennemførelsen (i % af de optagne) var allerede faldende fra slutningen af det foregående årtusinde. I 2002 blev meritlæreruddannelsen etableret med en tilsvarende udvikling, idet optagelsen faldt fra 1.875 i 2003 til 861 i 2007.
Allerede i 2003 afgav Evalueringsinstituttet en rapport, der bl.a. konkluderede, at den vigende søgning skyldtes de øgede arbejdsbyrder, som den nye læreruddannelse havde pådraget de studerende.. Andre analyser kædede den faldende interesse for at uddanne sig til lærer sammen med de små årgange eller med lærerarbejdets faldende status i befolkningen.
I en redegørelse til Folketinget fra marts 2004 understregede undervisningsminister Ulla Tørnæs et behov for en ændring af uddannelsen, bl.a. ved at overveje en styrkelse af dansk og matematik og reduktion i antallet af linjefag, som den enkelte studerende kunne vælge. Samtidig skulle de to hovedfag specialiseres, således at den studerende skulle vælge enten undervisning af små børn eller af større børn.  Dette blev grundlaget for den nye lov, som den nye undervisningsminister, Bertel Haarder, fik vedtaget i Folketinget i 2006 
Opprioriteringen af linjefagene og den erklærede hensigt om "at styrke det faglige niveau" blev i pædagogiske kredse tolket som et brud på enhedslærerprincippet.  Denne tendens blev understøttet af aldersspecialiseringen og finder genklang på mange skoler, hvor man inddeler i afdelinger efter alderstrin. Med lovændringen i 2013 blev den 47-år gamle opdeling i linjefag, pædagogiske fag, fællesfag og praktik ophævet. 
Med den nye læreruddannelseslov af 2013, er der blevet indført en modulisering af læreruddannelsen, og den enkelte læreruddannelsesinstitution eller professionshøjskole kan i høj grad selv bestemme, hvorledes læreruddannelsens moduler sammensættes. Der er også en vis grad af valgfrihed mellem modulerne, således at den lærerstuderende har medbestemmelse på sin egen læreruddannelsesprofil. 
I forbindelse med læreruddannelsen af 2013, blev de tidligere pædagogiske fag (pædagogik, almendidaktik og psykologi) erstattet af lærerens grundfaglighed som udgøres af mellem 50-80 ECTS point, som sammensættes af moduler på hver 10 ECTS, med visse indholdselementer fra de førnævnte fag.  Desuden er der sket en nedskæring i antallet af ECTS point på undervisningsfagene, de tidligere linjefag. Hvor disse tidligere udgjorde 36 ECTS point, udgør de nye undervisningsfag 30 ECTS point. Loven tillader læreruddannelsesinstitutionerne at planlægge med et reelt lavere timetal i undervisningsfagene, da nogle af timerne kan anvendes til for eksempel tværprofessionelle forløb m.m. uden et indhold som kan genfindes i undervisningsfagenes kompetencemål.

## Evaluering
Selv om den tidligere lov kun havde virket i tre år ved udgangen af 2010, foreslog Lene Espersen den 7. december 2010, at uddannelsen skulle flyttes til universiteterne. Reaktionerne på forslaget viste, at der ikke umiddelbart var flertal for dette forslag i Folketinget.
Der er gennemført en række evalueringer af læreruddannelsen i Danmark i de år, hvor V og K besad regeringsmagten 2001-2011. 
Læreruddannelsesstederne blev evalueret af EVA i december 2011 som et led i akkrediteringsprocessen. Her understreges det:
" Generelt er alle udbud gode til at basere uddannelsen på ny viden fra skolehverdagen, fra forsøgs- og udviklingsarbejde og fra relevante forskningsfelter, ligesom praktikken styrker de studerendes læring ved at teori og praksis spiller tæt sammen."
I 2010 blev der nedsat en følgegruppe, som skulle vurdere kvaliteten i forhold til nogle fastlagte parametre. Rapporten, som blev offentliggjort den 18. januar 2011, indeholdt i hovedsagen positive vurderinger af uddannelsens kvalitet. I rapporten fastslår følgegruppen bl.a., at underviserne i læreruddannelsen er højt kvalificerede fagligt og at loven fra 2007 har haft en positiv effekt. De vigtigste forslag til ændringer er af strukturel karakter; konkret foreslås en deregulering og en større internationalisering. Den nye lov er bl.a. vedtaget som en følge af disse anbefalinger.

## Eksterne links
- Bekendtgørelse om uddannelsen til professionsbachelor som lærer i folkeskolen, Bekendtgørelse nr. 231 af 8. marts 2013
- Undervisningsministeriet (Webside ikke længere tilgængelig)
- EMU-portalen Arkiveret 22. oktober 2010 hos  Wayback Machine
- Artikel af Kirsten Krogh Jespersen Arkiveret 5. juli 2007 hos  Wayback Machine (2007)